# Isidor (Tupikin)
Isidor (světským jménem: Roman Vladimirovič Tupikin; * 27. května 1974, Krasnojarsk) je ruský duchovní Ruské pravoslavné církve, arcibiskup a metropolita smolenský a dorogobužský.

## Život
Narodil se 27. května 1974 v Krasnojarsku.
Po střední škole studoval na Krasnojarské státní technické univerzitě. Poté nastoupil na Moskevský duchovní seminář a následně na Moskevskou duchovní akademii. Během studia byl redaktorem webových stránek Moskevské duchovní akademie a zástupcem redaktora stránek Vzdělávacího výboru Svatého synodu.
V letech 1999–2007 byl referentem Synodní bohoslovecké komise.
Od června do října 2003 byl asistentem prorektora pro pedagogickou činnost duchovní akademie a následně prorektora pro vědeckou a bohosloveckou činnost akademie.
Dne 31. března 2006 byl v Trojicko-sergijevské lávře postřižen na monacha a přijal mnišské jméno Isidor na počest svatého mučedníka Isidora Chioského.
Dne 16. dubna 2006 jej rektor akademie a arcibiskup verejský Jevgenij (Rešetnikov) rukopoložil na hierodiakona a 19. prosince na jeromonacha.
Dne 21. srpna 2007 byl jmenován rektorem Jaroslavského duchovního semináře.
Dne 19. dubna 2009 byl povýšen na igumena.
Dne 27. července 2009 byl osvobozen od funkce rektora a byl dán k dispozici patriarchu moskevského. Dne 1. srpna 2009 byl jmenován specialistou pro práci s eparchiemi a monastýry při Správě Moskevského patriarchátu.
Dne 7. července 2010 byl jmenován výkonným sekretářem Správy Moskevského patriarchátu.
Od března do července 2012 působil jako představený chrámu svatých Petra a Pavla v Lefortově.
Dne 26. července 2012 se stal představeným Vysoko-Petrovského monastýru v Moskvě.
Dne 26. prosince 2012 byl jmenován zástupcem předsedy Synodního oddělení pro záležitosti mládeže.
Dne 12. března 2013 jej Svatý synod zvolil biskupem smolenským a vjazemským. Dne 14. března 2013 byl povýšen na archimandritu. O den později byl oficiálně jmenován biskupem a 17. března proběhla v chrámu Svaté Trojice monastýru Danilov jeho biskupská chirotonie. Světiteli byli patriarcha moskevský Kirill, metropolita krutický a kolomenský Juvenalij (Pojarkov), metropolita volokolamský Ilarion (Alfejev), arcibiskup istrijský Arsenij (Jepifanov), arcibiskup jegorjevský Mark (Golovkov), biskup solněčnogorský Sergij (Čašin), biskup podolský Tichon (Zajcev), biskup orechovo-zujevský Panteleimon (Šatov) a biskup voskresenský Savva (Michejev).
Dne 5. května 2015 byl jmenován hlavou smolenské metropole s titulem smolenský a roslavlský.
Dne 21. května 2015 byl povýšen na metropolitu.
Dne 24. prosince 2015 byl ustanoven rektorem Smolenského duchovního semináře.
Od 4. května 2017 nese titul metropolita smolenský a dorogobužský.
Dne 17. července 2020 byl potvrzen ve funkci archimandrity Spaso-Preobraženského Avraamiev monastýru a Novoordynské Porečské pustyně.